# Ашанівка
Ашанівка — селище в Україні у Золотоніському районі Черкаської області, Входить до складуВеликохутірської сільської громади.

## Населення
У володорскому селищі Ашанівка було 26 дворів де жило 134 особи (66 чоловічої та 68 жіночої статі), а у 1911 році — 223 особи (105 чоловічої та 118 жіночої статі).
За даними перепису 2001 року населення становило 62 особи.

### Мовний склад
Рідна мова населення за даними перепису 2001 року:
| Мова       | Чисельність, осіб | Доля     |
| ---------- | ----------------- | -------- |
| Українська | 60                | 96,77 %  |
| Російська  | 2                 | 3,23 %   |
| Разом      | 62                | 100,00 % |

## Історія
Не пізніше 1796 року було приписане до Миколаївської церкви у містечку Миколаївка.
Назва селища походить від прізвища наглядача маєтностей Миколи Ашаніна.
Селище є на мапі 1869 року як хутір Ашаньєв.
Село постраждало внаслідок геноциду українського народу, проведеного окупаційним урядом СССР 1932—1933 та 1946–1947 роках[джерело?].